# Albert Hague
Albert Hague (* 13. Oktober 1920 in Berlin; † 12. November 2001 in Marina del Rey, Kalifornien) war ein deutsch-amerikanischer Musical-Komponist und Schauspieler.

## Leben
Albert Hague, aus einem jüdischen Elternhaus stammend, floh mit seiner Familie 1937 zunächst nach Rom; 1939 kamen sie in die Vereinigten Staaten. Hier absolvierte er ein Musikstudium an der University of Cincinnati und war als Bar-Pianist tätig. Während des Zweiten Weltkriegs spielte er in der Special Service Band, einer Militärkapelle der United States Army. Ab 1948 trat er als Musical-Komponist in Erscheinung. Seine bekanntesten Werke sind die Broadway-Stücke Plain and Fancy (1955), Redhead (1959), Cafe Crown (1964) und The Fig Leaves Are Falling (1969). Auch komponierte er die Musik für den Film Die gestohlenen Weihnachtsgeschenke (1966).
Ab 1980 wurde er auch als Filmschauspieler bekannt. In Fame – Der Weg zum Ruhm und der folgenden Serie spielte er den jüdischen Musiklehrer Benjamin Shorofsky, dessen Vita an das persönliche Schicksal Hagues angelehnt war.

## Filmografie (Auswahl)
- 1980: Fame – Der Weg zum Ruhm (Fame)
- 1982–1987: Fame – Der Weg zum Ruhm (Fame, Fernsehserie, 131 Folgen)
- 1996: Space Jam
- 1999: An deiner Seite (The Story of Us)